# 內禮夫人
內禮夫人朴氏，朝鮮三國時代新羅第6代君主祇摩尼師今的女儿。
內禮夫人是第8代君主阿達羅尼師今的夫人，后来嫁给第9代君主伐休尼師今的儿子昔伊買，为新罗第10代君主奈解尼師今的母亲。一说阿達羅尼師今的內禮夫人和昔伊買的內禮夫人是两个人。

## 家族
- 祖父：5代王婆娑尼師今
- 祖母：史省夫人金氏
- 父亲： 6代王祇摩尼師今
- 外祖父：摩帝
- 母亲：愛禮夫人金氏
- 丈夫：8代王阿達羅尼師今
- 儿子：朴碧芳
- 丈夫：昔伊買(伊柒葛文王，伊非）
- 儿子：10代王奈解尼師今
- 女儿：述禮夫人朴氏